# Halarachnidae
Halarachnidae es una pequeña familia de ácaros perteneciente al orden  Mesostigmata. Contiene siete géneros:
- Genus Halarachne Allman, 1847
  - Halarachne halichoeri Allman, 1847
  - Halarachne laysanae Furman & Dailey, 1980
- Genus Orthohalarachne Newell, 1947
  - Orthohalarachne attenuata (Banks, 1910)
- Genus Pneumonyssoides Fain, 1955
  - Pneumonyssoides caninum (Chandler & Ruhe, 1940)
- Genus Pneumonyssus Banks, 1901
  - Pneumonyssus capricorni Domrow, 1974
  - Pneumonyssus simicola Banks, 1901
- Genus Rhinophaga Fain, 1955
  - Rhinophaga cercopitheci Fain, 1955
- Genus Sciurinyssus
  - Sciurinyssus coreaensis
- Genus Zumptiella Fain, 1962
  - Zumptiella furmani Fain, 1962
  - Zumptiella tamias Fain, Lukoschus & Whitaker, 1983